# Janjucetus
Janjucetus é um gênero extinto de cetáceos e uma baleia basal (Mysticeti), do Oligoceno Superior, cerca de 25 milhões de anos atrás no sudeste da Austrália, contendo duas espécies: J. hunderi e J. Dullardi.

## Descoberta e nomeação

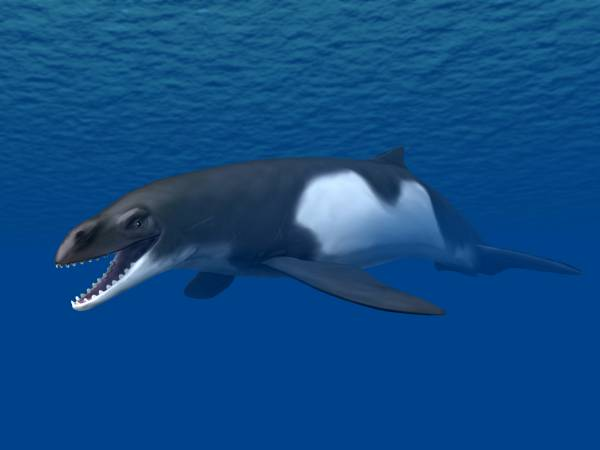
Reconstituição de Janjucetus

O único fóssil conhecido de Janjucetus foi achado na Austrália no fim da década de 1990 por um surfista adolescente chamado Staumn Hunder, próximo da município vitoriano de Jan Juc.

## Descrição

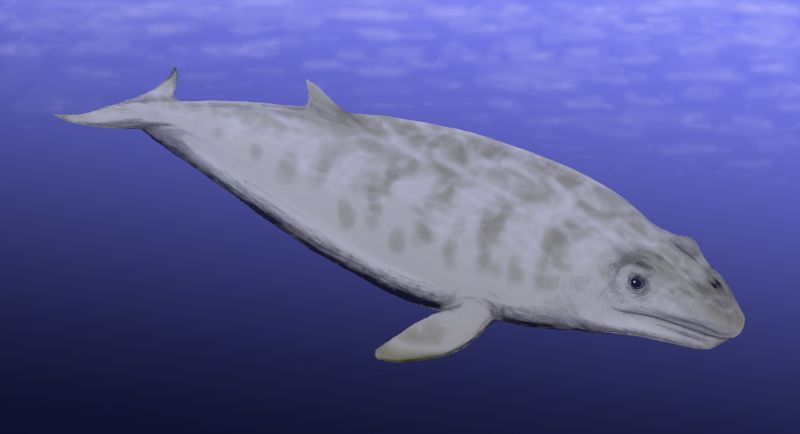
Reconstituição de Janjucetus

Janjucetus é estimado em cerca de 3,5 m (11 ft) de comprimento, mais ou menos do tamanho do golfinho nariz de garrafa moderno, e provavelmente era um animal 100% aquático.
As órbitas oculares de Janjucetus são proporcionalmente maiores do que as de qualquer baleia dentada conhecida, o que sugere que o animal possuía uma sua aguçada visão subaquática para encontrar presas, semelhante a muitas focas predadoras modernas, leões marinhos e répteis marinhos extintos como plesiossauros, ictiossauros e mosassauros.
Janjucetus tinha uma dentição de corte semelhante à de muitos cetáceos extintos, como Dorudon e Basilosaurus, e seus dentes eram adequados para o consumo de carne. Além disso, os dentes na frente do focinho formam uma 'roseta' ou leque de dentes semelhantes a alguns antigos plesiossauros (répteis marinhos mesozóicos). A dentição, além dos grandes olhos de Janjucetus, sugere que este animal era especializado para caçar e comer grandes presas únicas, como peixes, e possivelmente aves marinhas, como os primeiros pinguins.
O único fóssil conhecido de Janjucetus foi encontrado na Austrália no final da década de 1990 por um surfista adolescente chamado Staumn Hunder, perto do município vitoriano de Jan Juc, em sedimentos marinhos que foram depositados entre 27 e 23,9 milhões de anos atrás no final do Oligoceno. O nome Janjucetus hunderi homenageia tanto o município quanto o descobridor.
Os restos fósseis bem preservados incluem um crânio quase completo, mandíbulas, vértebras, costelas, escápulas e um raio, e são mantidos na Coleção de Paleontologia dos Museus Victoria em Melbourne. Foi formalmente descrito por Erich Fitzgerald em 2006, e representa o mais completo fóssil de cetáceos paleogênico da Austrália.

## Classificação
Janjucetus é considerada uma baleia de barbatanas (Mysticeti), apesar de não ter barbatanas, devido a sinapomorfias chave da anatomia do crânio, por exemplo na forma como os ossos nasais se encontram com os ossos da caixa craniana. Janjucetus é um dos dois gêneros, juntamente com o extinto Mammalodon que também é do sudeste da Austrália, na família Mammalodontidae. Janjucetus foi inicialmente atribuído à sua própria família monotípica, Janjucetidae, mas uma análise cladística subsequente por Fitzgerald em 2010 o reatribuiu aos Mammalodontidae, tornando Janjucetidae um sinônimo júnior. Janjucetus é uma das seis baleias de barbatanas dentadas do Oligoceno, sendo a outra M. colliveri ,M. hakataramea , Chonecetus , Aetiocetus e Llanocetus.